# 蒂米什瓦拉足球俱樂部
蒂米什瓦拉足球俱樂部（Fotbal Club Timișoara）是羅馬尼亞的一家足球俱樂部，成立於2002年，目前參加羅馬尼亞足球甲級聯賽的賽事。俱樂部由安东·多博什，AEK București的所有者設立，他將俱樂部搬到。在2001-02賽季的羅乙聯賽中蒂米什瓦拉獲得第一,。蒂米什瓦拉是羅馬尼亞最受歡迎的球隊之一，自2002-03賽季進入甲級聯賽以來，俱樂部的主場上座率一直在羅馬尼亞國內排名最高。2008-09賽季，蒂米什瓦拉獲得羅甲聯賽第二位，因而進入歐冠資格賽附加賽，不過他們以0-2的總比分不敵德甲的球隊斯圖加特，因而有資格參加09-10賽季歐洲聯賽的比賽。